# Sofonisba (Trissino)
Die Sofonisba von Giovan Giorgio Trissino ist eine einaktige Tragödie in 2093 Versen, die 1514–1515 abgefasst und im Juli 1524 veröffentlicht wurde. Die Uraufführung fand 1556 in französischer Sprache in der Übersetzung von Mellin de Saint-Gelais im Schloss Blois statt; die erste Aufführung des italienischen Originals 1562 während der Karnevalszeit in Vicenza. Sofonisba ist die erste in italienischer Sprache geschriebene Tragödie.

## Form
Sofonisba ist eine Verstragödie in einem Akt, die Rede der Protagonistin am Anfang der Tragödie hat die Funktion eines Prologs, die längeren Chorgesänge markieren die unterschiedlichen Abschnitte der Handlung.
Der gedruckten Erstausgabe ist eine Zueignung an Papst Leo X. vorausgeschickt. Zueignungen dienten dazu, den Mäzen durch Schmeicheleien und Lobsprüche günstig zu stimmen für eine finanzielle Förderungen des betreffenden Werks.

## Inhalt

### Zueignung
Trissino beruft sich in seiner Zueignung unter anderem auf die Poetik des Aristoteles, der die Tragödie als die höchste der Gattungen bezeichnete, da sie eine Handlung nachahme, die Größe habe. Die Tragödie errege im Gegensatz zur Komödie Mitleid und Furcht und bringe den Zuschauern nicht allein Genuss, sondern auch Nutzen. Die Komödie verleite zum Gelächter, da sie das Hässliche und das Lächerlich-Mangelhafte nachahme. Wie Ariost in La Cassaria (1508) und Bibbiena in La Calandria (1513) verteidigt Trissino sprachliche Aspekte seiner Tragödie wie z. B. die Verwendung des volgare bzw. des Italienischen oder die freier Reime. Die Verwendung des Italienischen begründet er damit, dass nicht alle Zuschauer eine Tragödie verstehen könnten, die nicht auf Italienisch abgefasst sei. Ansonsten sei sie den Zuschauern von keinem oder bloß eingeschränktem Nutzen. Die Verwendung freier Reime wiederum begründet Trissino damit, dass nur eine spontane, vom Schmerz verursachte Rede Mitleid erregen könne. Reime würden jedoch nicht mit Spontaneität assoziiert und seien deshalb dem Mitleid abträglich.

### Vers 1–117
Die Handlung spielt in Cirta, einer Stadt in Numidien. In einer Art Prolog erzählt die Protagonistin Sophonisbe (italienisch:Sofonisba), die Tochter Hasdrubals die Vorgeschichte des Stücks.
Nach dem Tod Sichäus’ – die Kenntnis römischen Mythologie setzt der Autor voraus – fährt seine Frau Dido nach Afrika, kauft dort Land und erbaut die Stadt Karthago. Nachdem Aeneas sie verlassen hat, begeht Dido Selbstmord. Karthago verteidigt sich nicht nur erfolgreich gegen seine Feinde, sondern beherrscht alle anderen Städte in der Region. Es findet ein erbitterter Krieg gegen die Römer statt, bis ein Waffenstillstand geschlossen wird. Als Hannibal über die Alpen in Italien einfällt, bricht der Krieg umso heftiger wieder aus. In der Zwischenzeit ist Sophonisbes Vater Hasdrubal nach Spanien aufgebrochen, um dort die Römer zu bekämpfen. Nach ersten Erfolgen wird er von Scipio geschlagen und muss er sich aus Spanien zurückzuziehen. Hasdrubal landet mit seinen Schiffen im Herrschaftsgebiet des numidischen Königs Syphax, an dem Tag, als auch Hasdrubal mit seinen Soldaten dort ankommt.
Scipio geht mit Syphax ein Bündnis ein. Um dieses Bündnis mit den Römern zu brechen, gibt Hasdrubal Syphax seine Tochter Sophonisbe zur Frau, obwohl er sie zuvor Massinissa, dem Sohn des Massulierkönigs Galas versprochen hat. Hiermit hat sich Hasdrubal Massinissa zum Todfeind gemacht. Wegen der Hochzeit mit Syphax hat sich Sophonisbe nach Cirta begeben. Trotz des Bündnisses zwischen Hasdrubal und Syphax gelingt es Scipio, beide zu besiegen. Massinissa, der sich inzwischen selbst mit den Römern verbündet hatte, gelingt es mit Hilfe seiner Verbündeten sein Reich zurückzuerobern. Die Situation wird aus Sicht Sophonisbes immer bedrohlicher, da Massinissa bis an die Grenze von Syphax’ Reich gelangt ist und ihn besiegt hat. Den kriegserfahrenen Römern und den Truppen Massinissas stehen nur junge und unerfahrene karthagische Soldaten gegenüber.
In einem nächtlichen Traum sieht sich Sophonisbe von Hunden und von Hirten, die ihren Mann gefesselt gefangen halten, umgeben. In ihrer Verzweiflung bittet sie einen der Hirten um Schutz. Da der Hirt selbst sie nicht schützen kann, versteckt er Sophonisbe zu einer Höhle.
In diesem rückblendeartigen Prolog wird auch das Verhältnis zwischen Sophonisbe und ihrer Gefährtin Herminia deutlich. Beide sind zwar zusammen aufgewachsen, aber Sophonisbe ist die Ranghöhere, Herminia ist ihr zwar Freundin und Gefährtin, aber der Königin untergeordnet.

### Vers 118–228
Nachdem Herminia und Sophonisbe über die Bedeutung des Traums und den Zusammenhang von Reichtum und Unzufriedenheit, Armut und Glück diskutiert haben, bitten sie ihren Gott, er möge ihnen das sich anbahnende Übel ersparen. Indessen haben sich die feindlichen Scharen vor den Toren der Stadt versammelt.
Der Chor der Frauen Cirthas sinnt darüber nach, ob er die Königin mit dieser schlechten Nachricht konfrontieren soll.

### Vers 229–681
Ein Bote überbringt Sophonisbe die Nachricht von der Niederlage und Gefangennahme ihres Mannes. Er berichtet von einer erfolgreichen Kriegslist der Römer, die zum Sieg geführt habe. Syphax habe zunächst versucht, seine fliehenden Soldaten aufzuhalten und umzustimmen, indem er sich allein den feindlichen Truppen entgegenstellte. Er sei jedoch von den Römern überwältigt und gefangen worden. Obwohl die Römer die fliehenden Soldaten verfolgt hätten, sei ihnen die Rettung hinter den Toren der Stadt in letzter Minute gelungen.
Während Sophonisbe ihr Schicksal verflucht, drängen die Römer vor die Stadt. Ein weiterer Bote berichtet, dass die Römer einen Herold ausgeschickt hätten, der damit drohte, das Umland in Flammen zu setzen und die Stadt zu belagern. Schließlich sei ein Heeresführer namens Massinissa hervorgetreten, der sich als König der Massulier ausgegeben habe und die Stadtbewohner aufgefordert habe, die Stadt kampflos zu übergeben als Beweis für die Niederlage, habe er den in Ketten gelegten Syphax vorgeführt. Daraufhin hätten die Stadtbewohner die Tore geöffnet und Massinissa die Stadt überlassen.
Sophonisbe lässt sich von dem Boten den Aufenthaltsort Massinissas zeigen. Sophonisbe begibt sich zu ihm, um ihn zu bitten, sie nicht den Römern zu übergeben. Er sei der Einzige, der dazu die Macht habe. Sophonisbe, die Afrikanerin, will lieber in der Gewalt eines Afrikaners sein als in römischer. Falls er sie nicht aus den Händen der Römer zu befreien könne, solle er sie töten, und da Sophonisbe insistiert, lässt er sich dazun überreden.

### Vers 682–1151
Der nach Scipio ranghöchste Römer Laelius erreicht Cirta zu dem Zeitpunkt, als Massinissa und Sophonisbe geheiratet haben. Massinissa hält die Hochzeit für eine geschickte List, Sophonisbe dem Zugriff der Römer zu entziehen und ihr die Freiheit zu schenken, sie entspricht aber auch seinen Gefühlen gegenüber ihr. Sophonsbe hatte zunächst Bedenken gegen die Heirat, sie ist bereits mit Syphax verheiratet und hat mit ihm ein zwei Jahre altes Kind. Massinissa gelingt es jedoch, Sophonisbe vermittels seiner Boten zur Hochzeit zu überreden.
Nach der Hochzeitszeremonie werden Massinissa und Sophonisbe vom Priester aufgefordert, Juno und Jupiter zu opfern. Massinissa macht sich auf den Weg zum Jupiter-Tempel. Er stellt sich Laelius gegenüber, der von einem Boten über die Vorgänge unterrichtet worden ist, unwissend und lässt nach Sophonisbe, der angeblich letzten noch fehlenden Gefangenen, suchen. In dieser Situation gesteht Massinissa ihm, dass er Sophonisbe geheiratet habe. Es kommt zu einem Wortgefecht, da Lelio die Legitimität der Hochzeit nicht anerkennt. Cato ermahnt beide, auf Scipio und dessen Urteil zu warten. Beide erklären sich einverstanden.
Der Chor befürchtet, dass die Hilfe Massinissas nicht mehr sicher sei.

### Vers 1152–1467
Scipio lässt die Gefangenen in ein Zelt bringen, Syphax wird von den restlichen Gefangenen getrennt. In einem Gespräch zwischen Scipio und Syphax wird erörtert, wieso Syphax sich nach dem Bündnis mit den Römern von diesen abgewendet hat. Syphax begründet seine plötzliche Meinungsänderung mit Sophonisbe, in dessen Bann er geraten sei. Nach dem Gespräch lässt Scipio Syphax die Ketten entfernen. Aufgrund der Schilderung Syphax’ befürchtet Scipio, dass nun auch Massinissa sich von Sophonisbe bezaubern lassen hat. Er erfährt jedoch, dass Massinissa auf Scipios Urteil wartet und gewillt ist, ihm zu folgen. Abgesehen davon, dass Scipio wie Laelius die Hochzeit Massinissas und Sophonisbes nicht anerkennt, hält er die Trennung Sophonisbes und Massinissas für die beste Medizin, um Massinissa (von seiner Wollust) zu heilen. Zudem habe sich Sophonisbe eines Verbrechens schuldig gemacht, da sie Syphax den Römern entfremdet habe. Das römische Volk bzw. der römische Senat, müsse deshalb zunächst über das Schicksal Sophonisbes entscheiden. Wolle Massinissa Sophonisbe für sich haben, so müsse er sich schriftlich an den römischen Senat wenden und diesen darum ersuchen. Nachdem Massinissa Scipios Urteil vernommen hat, begibt er sich zurück in den Palast, um einen Plan zu ersinnen, wie er Sophonisbe dennoch der Gewalt der Römer entziehen kann.

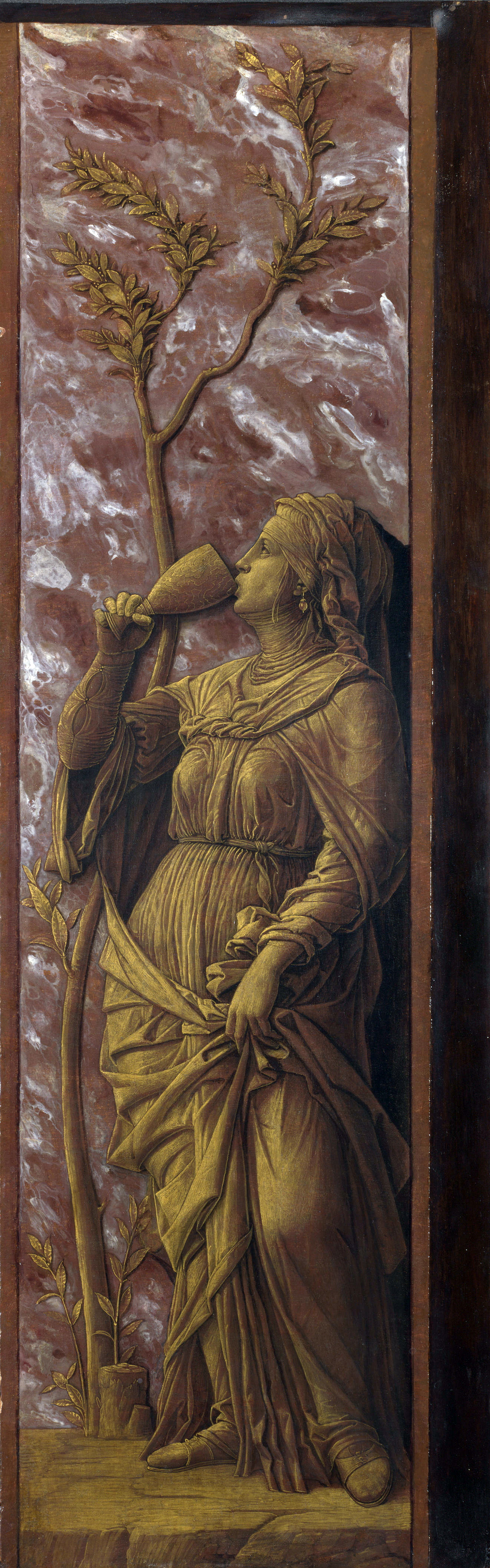
Mantegna: Sofonisba trinkt aus dem Giftbecher, 1490

Der Chor deutet an, Massinissa habe einen Boten mit einem Giftbecher zu Sophonisbe gesandt.

### Vers 1468–2093
Nachdem Sophonisbe den Altar geschmückt, sich gewaschen und angekleidet hat, überbringt ein Diener Massinissas die Botschaft, es sei Massinissa nicht gelungen, Sophonisbe durch die Hochzeit der Gewalt der Römer zu entziehen. Deshalb bleibe als einzige Lösung der Tod Sophisbes. Sophonisbe nimmt den Giftbecher entgegen, opfert ihrer Göttin und trinkt den Becher aus. Herminia erfährt zu spät vom Giftbecher. Sophonisbe kann ihr noch vor ihrem Ende auftragen, sich nach ihrem Tod um den Sohn zu kümmern. Sie solle ihn an einen geheimen Ort bringen, nach Karthago reisen und Sophonisbes Eltern von ihrem Schicksal unterrichten. Herminia solle Sophonisbes Bruder ehelichen. Kurz nach dem Hinscheiden Sophonisbes erscheint Massinissa, zu spät, mit einem dritten Plan, nämlich Sophonisbe heimlich nach Karthago zu bringen. Da er sich für den Tod Sophonisbes verantwortlich fühlt, sieht er sich verpflichtet, die Wünsche der nächsten Angehörigen Sophonisbes zu erfüllen. Herminia betrachtet er jetzt als seine Schwägerin.
Nach der Trauerfeier, einem Chorgesang über die Wendungen des Schicksals, das den glücklichen Ausgang der Reise Herminias und ihrer Leute nach Karthago in einem zweifelhaften Licht erscheinen lässt, wird Herminia nach Karthago zurückreisen.

## Personen
- Sophonisbe
- Herminia
- Massinissa
- Laelius
- Cato
- Scipio
- Syphax
- weitere Personen: ein Diener Syphax’, ein Diener und eine Dienerin Sophonisbes, ein Bote und ein weiterer Bote sowie der Chor Cirtenser Frauen

## Literarische Vorbilder

### Altgriechische Literatur
- Euripides’ Alkestis (438 v. Chr.), Die Phönikerinnen (410 v. Chr.), Iphigenie in Aulis (nach 406 v. Chr.)
- Sophokles’ Aias (450–430 v. Chr.)

### Lateinische Literatur
- Petrarcas Africa (ca. 1339–1342), Triumphus Cupidinis (14. Jhdt.), Familiares (1325–1366)
- Boccaccios De casibus virorum illustrium (ca. 1360), De mulieribus claris (1374)
- Iacopo Filippo Forestis De plurimis claris scelestisque mulieribus (1496)
- Marcantonio Sabellicos Exemplorum libri decem (1507)

### Italienische Literatur
- Boccaccios Amorosa Visione (1341–1342), Elegia di madonna Fiammetta (1343–1344), Dekameron (~1349–1353)
- Petrarcas Canzoniere (1470)
- Boiardos Orlando Inammorato (1495)

## Rezeption
Vittorio Alfieri veröffentlichte 1789 eine Tragödie in fünf Akten, die Trissinos Werk aufbaut: Sofonisba (Alfieri).

### Textausgaben
Giovan Giorgio Trissino: "La Sophonisba", in: Renzo Cremante (Hrsg.): Teatro del Cinquecento. Tomo I. La tragedia (1988). Milano / Napoli (Mailand / Neapel): Riccardo Ricciardi Editore.